# Rottenbach (Königsee)
Rottenbach è una frazione di 1 874 abitanti della città tedesca di Königsee, nel circondario di Saalfeld-Rudolstadt (Turingia). Già comune autonomo, il 1º gennaio 2013 è stato fuso con la città di Königsee per costituire la nuova città di Königsee-Rottenbach, dal 1º gennaio 2019 denominata nuovamente Königsee.

## Località
Rottenbach comprende le seguenti località:
- Hengelbach
- Leutnitz
- Milbitz
- Paulinzella
- Quittelsdorf
- Solsdorf
- Storchsdorf
- Thälendorf